# IPTC
IPTC - (International Press Telecommunications Council)
É um padrão ou modelo de dados (metadados) inseridos nas imagens adotado por vários fabricantes de softwares. Um dos objetivos do IPTC é melhorar
o gerenciamento da informação para arquivos de fotos e de imagens. É também considerado um complemento da especificação EXIF.